# Lady de Winther
Lady de Winther er en af de første kvindelige skurke i litteraturens historie.[kilde mangler] Hun blev skabt af Alexandre Dumas til romanen De tre musketerer og optræder af gode grunde kun i denne ene roman (hun bliver henrettet). I romanen kaldes hun som oftest Milady.